# Modeeria sagamina
Modeeria sagamina is een hydroïdpoliep uit de familie Tiarannidae. De poliep komt uit het geslacht Modeeria. Modeeria sagamina werd in 1947 voor het eerst wetenschappelijk beschreven door Uchida. 